# Гетерогенна хімічна реакція
Гетерогенна хімічна реакція (рос. гетерогенная реакция, англ. heterogeneous reaction) — хімічна реакція, в якій реагенти, що перебувають у різних фазах або й у одній фазі, реагують на поверхні поділу фаз.
Наприклад, синтез аміаку на поверхні платинового каталізатора, відновлення міді
CuO + H2→Cu + H2O
Швидкість такої реакції залежить від площі поверхні поділу фаз.

## Гетерогенна реакція з переносом заряду
Хімічна реакція з переносом заряду через границю, що розділяє фази, звичайно тверду і рідку фази.